# Streichmusik
La Streichmusik (litt« musique de cordes ») est le nom donné pour désigner la musique instrumentale folklorique d'Appenzell jouée sur un quartet à cordes. Elle se compose des instruments suivants (combinaison variable en type et en nombre selon les groupes):
Violon, violoncelle, hackbrett, contrebasse, et un accordéon (parfois un piano). Elle s'accompagne aussi du yodel, du talerschwingen et du schelleschötte (cloches à vache).

## Sources
(de + en) Appenzeller Musique d'Appenzell